# كونستانتين بوغدان
كونستانتين بوغدان (بالرومانية: Constantin Bogdan)‏ (29 ديسمبر 1993 بمولدوفا - ) هو لاعب كرة قدم مولدوفي في مركز الدفاع. شارك مع منتخب مولدافيا تحت 17 سنة لكرة القدم ومنتخب مولدوفا تحت 21 سنة لكرة القدم. أما مع النوادي، فقد لعب مع زمبرو تشيسيناو ونادي ينيسي كراسنويارسك ‏ وFC Iskra-Stal ‏.

## وصلات خارجية
- كونستانتين بوغدان على موقع الاتحاد الأوربي (الإنجليزية)
- كونستانتين بوغدان على موقع قاعدة بيانات كرة القدم.إي يو (الإنجليزية)
- كونستانتين بوغدان على موقع ناشيونال فوتبول تيمز (الإنجليزية)
- كونستانتين بوغدان على موقع Soccerway.com (الإنجليزية)